# Anjos (metropolitana di Lisbona)
Anjos è una stazione della linea verde della metropolitana di Lisbona.
La stazione è stata inaugurata nel 1966 come stazione della linea blu, ma dal 1998 la stazione serve la linea verde.